# Пивовский, Марек
Марек Пивовский (пол. Marek Piwowski; род. 24 октября 1935, Варшава) — польский кинорежиссёр, сценарист, кинооператор, актёр, журналист и педагог.

## Биография
Окончил Факультет политологии и международных отношений Варшавского университета и Киношколу в Лодзи.

## Фильмография
Режиссёр
- Рейс / Rejs — 1970
- Psychodrama — 1972
- Korkociąg — 1972
- Przepraszam, czy tu biją? — 1976
- Похищение Агаты — 1993
- Oskar — 2005

Актёр
- Беспокойный постоялец — 1971
- Квартальный баланс — 1973

Характерной чертой фильмов Марека Пивовского является умелое сочетание элементов документального и художественного кино, а также решение важных проблем, затрагивающих всё общество, что позволяет считать его так называемым социально активным автором.
Обладатель ряда наград, режиссёр выдающихся короткометражных фильмов, в том числе «Добро пожаловать, Кирк» (1966) о визите Кирка Дугласа в Польскую киношколу, «Мучотлук» (1966), «16 лет» (1969), «Коркоцёнг» (1971), «Психодрама» или «Мухотлук» (1966) и других.
Преподаватель Хантер-колледжа Нью-Йоркского университета и член Американского института киноискусства.

## Награды
- 1976 — главный приз Гдыньского кинофестиваля
- 1976 — премия общественности
- 1977 — премия Каннского кинофестиваля Золотая камера
- 1998 — Бронзовый приз Кинофестиваля в Кракове